# Wandzin (powiat człuchowski)
Wandzin (kaszb. Wandzënò) – mała kaszubska osada śródleśna w Polsce położona w województwie pomorskim, w powiecie człuchowskim, w gminie Przechlewo. Osada jest częścią składową sołectwa Pawłówko .
W latach 1975–1998 miejscowość położona była w województwie słupskim.

## Zabytki
Według rejestru zabytków NID na listę zabytków wpisany jest zespół pałacowy z 1 ćw. XIX w., nr rej.: A-335 z 20.09.1995: pałac myśliwski i park.